# Whitsitt Chapel
Whitsitt Chapel è il settimo album in studio del cantante statunitense Jelly Roll, pubblicato nel 2023.

## Tracce
1. Halfway to Hell – 2:58
2. Church – 3:40
3. The Lost – 3:19
4. Behind Bars (with Brantley Gilbert and Struggle Jennings) – 2:57
5. Nail Me – 2:41
6. Hold on Me – 3:36
7. Kill a Man – 3:04
8. Unlive (with Yelawolf) – 3:57
9. Save Me (with Lainey Wilson) – 3:57
10. She – 2:53
11. Need a Favor – 3:17
12. Dancing with the Devil – 3:37
13. Hungover in a Church Pew – 3:30

## Classifiche
| Classifica (2023) | Posizione raggiunta |
| ----------------- | ------------------- |
| Stati Uniti       | 3                   |